# Марина ди Каронија (Месина)
Марина ди Каронија је насеље у Италији у округу Месина, региону Сицилија.
Према процени из 2011. у насељу је живело 1015 становника. Насеље се налази на надморској висини од 17 м.